# Yvan Verougstraete
Yvan Verougstraete (ur. 6 października 1975 w Ixelles) – belgijski menedżer, przedsiębiorca i polityk, założyciel przedsiębiorstwa Medi-Market, od 2025 przewodniczący ugrupowania Les Engagés, deputowany do Parlamentu Europejskiego X kadencji.

## Życiorys
W połowie lat 90. został radnym gminy Woluwe-Saint-Pierre. Ukończył studia prawnicze na Université catholique de Louvain, a także studia podyplomowe MBA na uczelni Vlerick Business School. Pracował w McKinsey & Company, później był m.in. dyrektorem operacyjnym w firmie Delitraiteur, a także zarządzał założonym przez siebie przedsiębiorstwem Divine Cuisine. W 2014 zorganizował przedsiębiorstwo Medi-Market, prowadzące głównie sieć punktów sprzedaży produktów farmaceutycznych i parafarmaceutycznych. W 2020 francuskojęzyczny magazyn „Trends-Tendances” wyróżnił go tytułem „menedżera roku” (za 2019). Funkcję dyrektora generalnego Medi-Market pełnił do 2021; jego przedsiębiorstwo posiadało wówczas około 85 placówek (drogerii, aptek i salonów kosmetycznych).
Yvan Verougstraete został następnie wiceprzewodniczącym chadeckiego ugrupowania Les Engagés, a także przewodniczącym jego zgromadzenia politycznego. W wyborach europejskich w 2024 uzyskał mandat posła do PE X kadencji. W lutym 2025 został tymczasowym przewodniczącym swojej partii. W kwietniu tegoż roku został wybrany na przewodniczącego Les Engagés.